# Craniophora fasciata
Craniophora fasciata là một loài bướm đêm trong họ Noctuidae.